# مارلون ورا
مارلون ورا (انگلیسی: Marlon Vera؛ زادهٔ ۲ دسامبر ۱۹۹۲) ورزشکار هنرهای رزمی ترکیبی اهل اکوادور است.